# Шевченко Христина Юріївна
Шевченко Христина Юріївна (англ. Christine Shevchenko, нар. 1988, Одеса) — українсько-американська артистка балету, прима-балерина Американського Театру Балету (Principal Dancer of American Ballet Theatre) в Нью-Йорку.

## Ранні роки
Народилася в Одесі, Україна. Її батько був гімнастом з родини знаменитого спортсмена. Її мама співала, танцювала і навчалася акторській майстерності. Її дідусь був композитором і диригентом. У віці чотирьох років Шевченко почала займатися художньою гімнастикою в школі Олімпійського резерву при стадіоні Чорноморського морського пароплавства. Директором школи була Ніна Вітриченко. Коли Христині виповнилося вісім років, її сім'я емігрувала до Пенсільванії, США, і там Христина ходила до школи хореографії «Rock School of Pennsylvania Ballet» (зараз «Rock School for Dance Education») під керівництвом Бо і Стефанії Спасів. У філадельфійському Балеті Пенсильванії Шевченко танцювала провідну дитячу партію Клари в балеті «Лускунчик» протягом трьох років, і так само знімалася у проекті «Дегас і балет» на телеканалі NBC.
У віці 15 років вона стала наймолодшою володаркою нагороди «Принцеса Грейс», яка дала їй кошти для участі в міжнародних конкурсах. Директори балетної школи їздили з нею на конкурси й у всьому її підтримували. 
Також Шевченко навчалася у таких педагогів, як Лев Ассауляк — провідного соліста, балетмейстера Пермського академічного театру опери і балету, Заслуженого артиста РРФСР (1965), Ольги Тозиякової, провідної балерини Пермського академічного театру опери і балету, Одеського академічного театру опери і балету і Балету міста Москви (Moscow City Ballet). Шевченко працювала зі знаменитими хореографами: Фернандо Бухонесом, Бенджаміном Мільп'є, Оленою Чернишовою та Володимиром Шумейкіном. Для Христини «Каприз №1» був спеціально поставлений Бенджаміном Мільп'є, який вона танцювала на московському Міжнародному конкурсі балету.

## Кар'єра
У грудні 2007 року Христину Шевченко прийняли як ученицю (англ. apprentice) до Американського театру балету (American Ballet Theatre), а в червні 2008 року до кордебалету. У червні 2013 року Христина замінювала травмовану Джиліан Мерфі у спектаклі Ратманського «Piano Concerto №1» і Джоан Асосела з газети «The New Yorker» назвала її виконання «найдивовижнішим». Солісткою Шевченко стала в серпні 2014 року.
У травні 2017 року під час Столичного балетного сезону (англ. Metropolitan Ballet Season) у Нью-Йорку Шевченко з грандіозним успіхом дебютувала «Китри» у балеті Дон Кіхот. Наступного дня вона знову танцює Китри, замінюючи іншу травмовану виконавицю. Крістіна Пандолфі з «Broadwayworld.com» заявила: «Здатність все прийняти і зробити своїм власним є рідкісним дарунком, який так часто вважається самим собою зрозумілим. Але точно те, що цей нюанс, який дає Шевченко, а з нею й усьому спектаклю, сяяти як найяскравіша зірка на небі».
У червні 2017 року, Шевченко дебютує «Медору» в балеті «Корсар». Протягом одного тижня вона виконує партію тричі. Христина закінчила свій прекрасний сезон балетом Баланчина «Моцартіана». Марина Харсс із «Dance Tab» пише: «З трьох балерин-виконавиць Моцартіани, яких я побачила, Шевченко була щиріша, танцюючи у своєму роді з сяючою невимушеністю. Фактично, так було з усіма її дебютами — ніщо, здається, не турбує її». Шевченко отримала звання провідної балерини в липні 2017 року

 ..  Дебюти Христини у 2018 році: Одетта / Оділія («Лебедине Озеро»), Гамзатті («Баядерка»), Жар-Птиця («Жар- Птиця»), Пісні БуковиниДебюти Христини у 2018/2019 сезоне: "Симфонія Кончертанте" Баланчин, Клара Принцеса («Лускунчик»), Ольга ( «На Дніпрі»), Блакитний Сад, Lescaut's Mistress («Манон»), Dream within a Dream, Балерина y Deuce Coupe and In the Upper Room

. Дебюти Христини у 2020 сезоне Каллірхо "Кохання та Гнів".  Дебюти Христини у 2021 сезоне Жизель "Жизель".

## Нагороди
- 2003 — Принцеса Грейс Award[46]
- 2005 — Золота Медаль і Звання Лауреата на московському Міжнародному конкурсі балету[47][48][49]
- 2005 — Юрій Зорич «Ballets Russes» — Винагорода за визнання таланту
- 2006 — Бронзова Медаль на Міжнародному конкурсі балету в Джексоні, США[50]
- 2010 — Маргарет Мур Dance Award[51]
- 2015 — Леонор Анненберг Fellowship[52]

## Театральні роботи
- Жизель ("Жизель")
- Джульєтта («Ромео і Джульєтта»)
- Одетта / Оділія («Лебедине Озеро»)
- Гамзатті  («Баядерка»)
- Китри («Дон Кіхот»)
- Мерседес («Дон Кихот»)
- Медора («Корсар»)
- Клара Принцесса («Лускунчик»)Ратманський
- Жар-Птиця («Жар-Птиця»)
- Каллірхо ("Кохання та Гнів")
- Ольга ("На Дніпрі")
- Пьерета («Арлекинада»)
- Пісні Буковини – Відома Роль
- Балерина ("Deuce Coupe")
- Мирта («Жизель»)
- («Mozartiana») Balanchine - Відома Роль
- Mademoiselle Marianne Chartreuse («Whipped Cream»)
- Lescaut's Mistress in Manon
- Фея Бузку, Брильянт («Спляча красуня»)
- The Pas de trois and the Italian Princess («Лебедине озеро»)
- Polyhymnia in («Apollo») Balanchine
- Тіні, Перша варіація («Баядерка]»)
- Варіація («Birthday Offering») Ashton - Сольна Роль
- Доярка («Світлий Струмок»)
- Фея Літо («Попелюшка») Ashton
- Lead Мазурка / Чардаш («Коппелія»)
- Одаліска Третя варіація («Корсар»)
- Подруга Китри («Дон Кіхот»)
- Lead Can — Can Dancer in Gaîté Parisienne
- Мойна («Жізель»)
- Lead перська леді в («Золотий півник»)
- Партизанка («Зелений Стіл»)
- Nanine в («Пані з камеліями»)
- Варіація («Birthday Offering») Ashton
- Доярка («Світлий Струмок»)
- Фея Літо («Попелюшка») Ashton
- Одна з сестер («Лускунчик») Ратманський
- Діана і Серес («Сільвія»)
- Канарка («Спляча красуня»)
- Харлот («Ромео і Джульєтта»)
- Stagehand's fiance in Ghost Light[14]
- Блакитний Сад - Відома Роль
- Сон уві сні - Відома Роль
- У верхній кімнаті - Відома Роль
- Bach Partita  - Сольна Роль
- The Brahms-Haydn Variations  - Відома Роль
- Company B – Сольна Роль
- Duets - Сольна Роль
- Piano Concerto #1 - Відома Роль
- Seven Sonatas - Відома Роль
- Thirteen Diversions - Відома Роль
- Her Notes - Відома Роль
- Sinfonetta - Сольна Роль
- Symphonic Variations - Відома Роль
- AfterEffect - Сольна Роль
- Everything Doesn’t Happen at Once - Сольна Роль
- Private Light - Сольна Роль
- Raymonda Divertissements (Kolpakova/McKenzie) - Сольна Роль

## Зовнішніе посилання
- Офіційний сайт